# Alloperla banksi
Alloperla banksi är en bäcksländeart som beskrevs av Theodore Henry Frison 1942. Alloperla banksi ingår i släktet Alloperla och familjen blekbäcksländor. Inga underarter finns listade i Catalogue of Life.